# Fontaine Saint-Aubert
La fontaine Saint-Aubert est une fontaine située au Mont-Saint-Michel, en France.

## Localisation
Elle est située au Nord du Mont-Saint-Michel.

## Description
Petite tour conique, à voûte ogivale et fronton. En ruines faute d'entretien.

## Historique

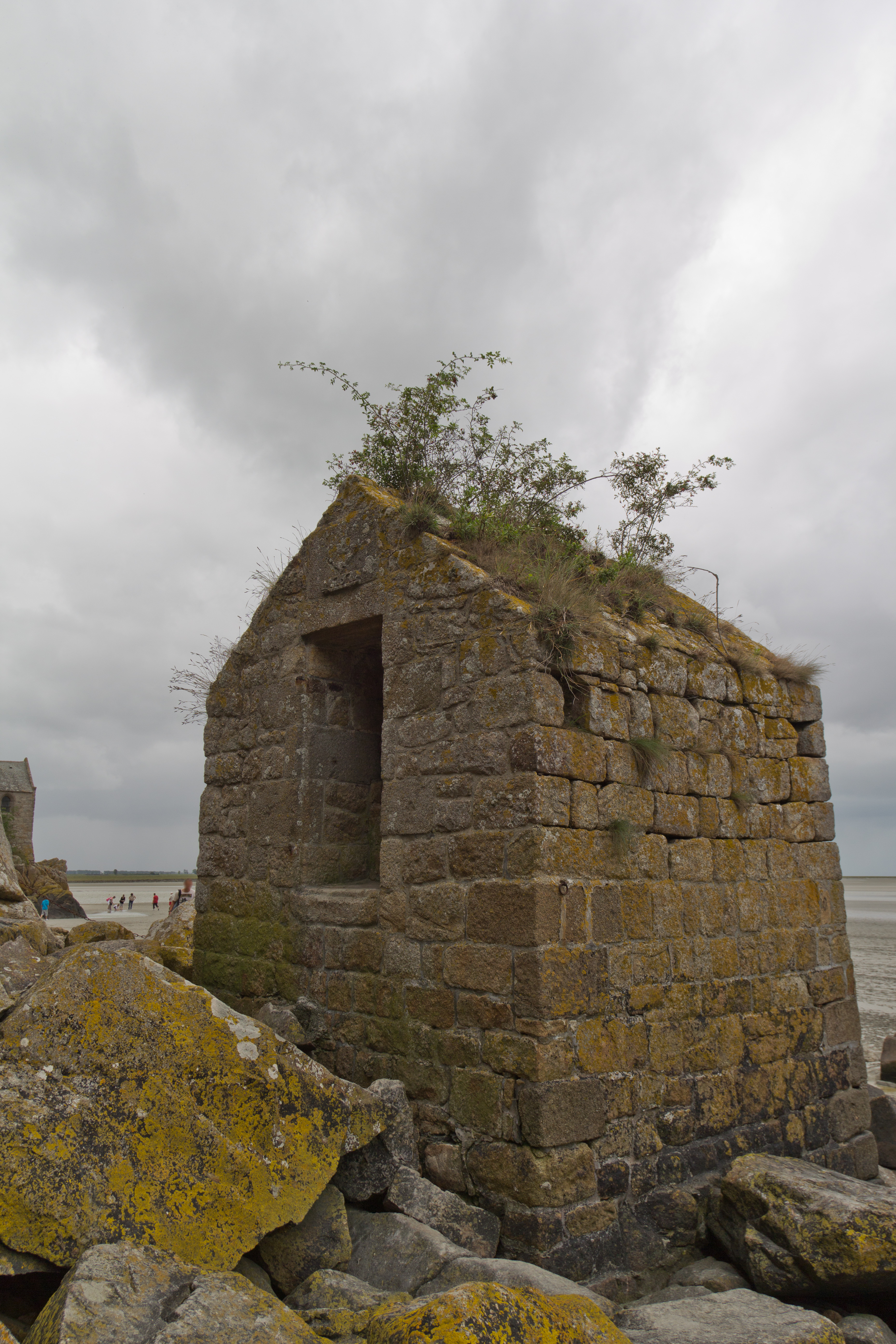
La fontaine vue de face

Elle est érigée dès le VIIIe siècle en l'honneur de Saint Aubert. C'est à cet endroit, d'après la légende, qu'une source d'eau douce, jaillie miraculeusement de la pierre dure, fut trouvée et alimenta le monastère jusqu'au XVe. Elle est fortifiée au XIIIe siècle, communiquant avec le monastère par un Grand degré protégé par de hauts murs dont les ruines restent visibles dans le Petit-Bois.
L'édicule actuel daterait de 1757.
L'édifice est classé au titre des monuments historiques en 1908.